# Ду Фу
Ду Фу или Ту Фу (кин: 杜甫; пин: Dù Fǔ; Дулинг код места Чанган 712. - Леијанг 770.) био је један од најзначајнијих песника кинеске династије Танг. Његова највећа амбиција била је да служи својој земљи као успешан државни службеник, али се показао неспособним да обавља неопходне услове. Његов живот, као и цела земља, уништен је побуном у Ан Лушану 755. године, а његових последњих 15 година било је време скоро сталних немира.
Његове песме изражавале су протест против политике. Описивао је социјалну неправду, глад и хаос са становишта обичног грађанина. Време збивања у његовим песмама увек је приказано као да је реч о пар стотина година уназад.
Иако је у почетку био мало познат другим писцима, његова дела су постала веома утицајна у кинеској и јапанској књижевној култури. Од његовог песничког писања, кроз векове је сачувано скоро хиљаду пет стотина песама. Кинески критичари су га називали „песником-историчарем” и „песником-мудрацем”, док је опсег његовог дела омогућио да се западним читаоцима представи као „кинески Вергилије, Хорације, Овидије, Шекспир, Милтон, Бернс, Вордсворт, Беранже, Иго или Бодлер".

## Живот
Традиционална кинеска књижевна критика наглашавала је живот аутора када је тумачила дело, што је пракса коју је амерички научник Бартон Вотсон приписао „блиским везама које традиционална кинеска мисао поставља између уметности и морала”. Пошто се многе Ду Фуове песме баве моралом и историјом, ова пракса је посебно важна. Други разлог, који је идентификовао кинески историчар Вилијам Хуенг, је тај што су кинеске песме обично сажете, изостављајући контекст који би могао бити релевантан, али за који се може претпоставити да обавештени савременик познаје. За савремене западне читаоце, „Што мање тачно знамо време, место и околности у позадини, то смо склонији да то погрешно замислимо, а резултат ће бити да или погрешно разумемо песму или да је не разумемо у потпуности” Стивен Овен предлаже трећи фактор који је специфичан за Ду Фуа, тврдећи да разноликост песниковог дела захтева разматрање целог његовог живота, а не „редукционе“ категоризације које се користе за ограниченије песнике.

### Младост
Ду Фу је рођен у покрајини Кунгшиен у Хенану. Највећи део младости провео је у Лојангу. Године 746. одлази у престоницу Чанган.
Први покушаји да положи испит за службеника ниси били успешни. Након што је ипак ванредно положио испит добио је високи положај под царом Сузонгом. Касније је послат у град Хуазхоу као представник за знање. Његов политички успех кратко је трајао, углавном док је био жив цар Сузонг. Након смрти цара још се интензивније бавио писањем песама.

## Поезија
Данас је познато 1400 његових песама. Тежак живот и неуспех у чиновничкој каријери омогућили су му да искуси патње људи и да види тамну страну политике. Написао је изузетне песме: „Балада војничких кола“, „Балада о лепотици“ и „Песма од пет стотина речи о тузи коју сам осећао на путу из престонице у Фенгшјанг“. Кад му је било 43 године, у земљи су избили ратни немири који су били узрок почетка пропадања династије Танга. У периоду ратне пометње и хаоса снашле су га многобројне невоље и патње и, видевши страдање народа својим очима, написао је: „Гледајући пролеће“, „Путовање на север“, „Три мандарина“ („Мандарин у Шинану“, „Мандарин у Тунгуану“ и „Мандарин у Шихау“), „Три растанка“ („Растанак старих“, „Растанак бескућника“ и „Растанак младожење“) и друге познате песме. Кад је рат био окончан, Ду Фу је дуго лутао са избеглицама. Значајне песме из тог периода су: „Моју колибу од сламе разнео је јесењи ветар“, „Чувши да су царске трупе поново освојиле крајеве северно и јужно од реке“, и друге.
Ду Фу је јако утицао на јапанске песнике и то углавном на песника Мацуа Баша.